# Santa Isabel do Ivaí

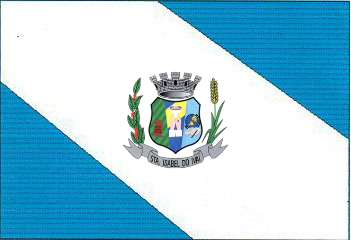
drapeau de la municipalité

Santa Isabel do Ivaí est une municipalité brésilienne de la microrégion de Paranavaí dans l'État du Paraná.